# セーレガス
セーレガス（イタリア語: Selegas）は、イタリア共和国サルデーニャ州南サルデーニャ県にある、人口約1,400人の基礎自治体（コムーネ）。

## 地理

### 位置・広がり

#### 隣接コムーネ
隣接するコムーネは以下の通り。
- ジェージコ
- グアマッジョーレ
- オルタチェーズス
- セノルビ
- スエッリ